# Ayako Uehara
Ayako Uehara (japonès: 上原彩子)  (Takamatsu, 30 de juliol de 1980) és un pianista clàssic japonès. El 2002 es va convertir en la primera dona i la primera ciutadana japonesa a guanyar el Concurs Internacional de Txaikovski per a piano a Moscou.

## Vida i treball
Ayako Uehara va estudiar piano, composició i musicologia a la "Yamaha Music School" des que tenia tres anys. Des del 1990 estudia piano a la Master Class de Yamaha amb Fumiko Eguchi, Shinji Urakabe i Vera Gornostàieva. El 1992, Uehara va guanyar el primer premi al "Concurs internacional per a joves pianistes" a Ettlingen, Alemanya. Uehara va debutar al concert el 1995 al Bunkamura Orchard Hall de Tòquio. Aquí va interpretar el primer concert per a piano de Beethoven amb l'Orquestra Simfònica Nacional de Mstislav Rostropovich. El setembre de 1995 va guanyar el segon premi al "Concurs Internacional Txaikovski per a joves músics" a Sendai, Japó. El 1997 Uehara va emprendre una extensa gira de concerts per Polònia amb l'Orquestra Simfònica Filharmònica de Bialystok de Marcin Nalecz-Niesiolowski. Ayako Uehara va guanyar el segon premi el 2000 a l'edat de 19 anys al "Sydney International Competition" d'Austràlia. En aquest concurs també va guanyar el premi del públic. Uehara es va fer conegut internacionalment guanyant el "Concurs Internacional Txaikovski" a Moscou dos anys després.
Uehara va debutar al concert la temporada 2005/2006 amb l'Orquestra Simfònica de Londres amb Rafael Frühbeck de Burgos i va tornar a actuar amb aquesta orquestra la temporada següent i el 2008 amb Vassili Petrenko. També va debutar amb la BBC Philharmonic Orchestra. Van seguir altres compromisos amb el Wiener Symphoniker sota la direcció de Fabio Luisi, la Philharmonie de Dresden sota la direcció de Simone Young, l'Orquestra Nacional de Rússia sota la direcció de Mikhail Pletnev, l'Orquestra Filharmònica Toscanini amb la direcció de Lorin Maazel. Va fer una gira pel Japó amb l'Orquestra Simfònica de la Ràdio de Berlín sota la direcció de Marek Janowski i la New Japan Philharmonic Orchestra amb Seiji Ozawa. Al maig de 2010, Ayako Uehara va tocar el primer concert per a piano de Txaikovski amb l'orquestra simfònica estatal "Novaya Rossija" sota la direcció de Iuri Baixmet en una gira pel Japó.
Des de 2005, Uehara ofereix concerts en solitari en gires pel Japó cada any. Va actuar en diversos festivals com el Ruhr Piano Festival (2003), el "Festival Internacional de Chopin" a Polònia (2002, 2005) i el Festival de Dubrovnik a Croàcia (2003). El 2007 i el 2008, Uehara va debutar a Copenhaguen i al Tonhalle de Zuric. L'agost de 2010, Uehara va participar al 65è Festival Internacional de Piano Chopin a Dušníky, Polònia.
Des del 2003 Uehara ha publicat tres enregistraments amb "EMI International" amb obres de Txaikovski, Mussorgski i Prokófiev. El 2014 es va canviar al segell "King Records" i va crear el seu propi arranjament per a piano a partir de "Trencanous" de Txaikovski i de Preludis Op. 32 de Rachmaninov, publicats.

## Premis
- 1992 1er premi "Concurs internacional per a joves pianistes" a Ettlingen, Alemanya
- 1995 2n premi "Concurs Internacional Txaikovski per a joves músics" a Sendai, Japó
- 2000 2n premi "Sydney International Piano Competition of Australia" (també premi del públic)
- 2002 Primer premi "Concurs Internacional Txaikovski" en la categoria de piano